# Grand Cess River
Der Grand Cess River, auch bekannt als Nueh River,  ist ein Fluss in der Republik Liberia in  Westafrika.

## Verlauf
Der Grand Cess River entspringt im nördlichen Bergland Tiehnpo Range im westlichen River Gee County und durchfließt anschließend in zahllosen Windungen den Grand-Kru-County. Der Fluss mündet  bei der Küstenstadt Grand Cess in den Atlantik.
Die Landschaft des Grand Cess River wird vom Tropischen Regenwald geprägt und ist nur dünn besiedelt.

## Geschichte
Noch in den 1920er Jahren war die Region Schauplatz erbitterter Kämpfe. Die auch innerhalb der indigenen Bevölkerungsgruppen ausgetragenen Konflikte um die Vorherrschaft beim lukrativen Küstenhandel wurden als Kru Wars (deutsch: Kru-Kriege) bekannt. Erst Anfang der 1930er Jahre wurden die letzten Aufstände mit großer Brutalität seitens der Regierungstruppen niedergeschlagen.

## Ressourcen
Im Ergebnis einer aufwändigen Lagerstättenerkundung konnten am Oberlauf des Grand Cess River Eisenerz-, Diamanten- und Goldvorkommen nachgewiesen werden. Die Region wird land- und forstwirtschaftlich genutzt, es bestehen am Unterlauf einige Palmölplantagen. Ein modernes Straßennetz ist praktisch nicht vorhanden. Mit Unterstützung von USAID wurde bei Barclayville als erste moderne Brücke die George W. Bush Bridge errichtet.